# Norzagaray
Norzagaray, officiellement la municipalité de Norzagaray (Tagalog : Bayan ng Norzagaray), est une municipalité de première classe dans la province de Bulacan, aux Philippines. Selon le recensement de 2020, elle compte 136 064 habitants.

C'est là que se trouve le barrage d'Angat, situé dans les basses terres de la chaîne de montagnes de la Sierra Madre. Le barrage est réputé pour être un important fournisseur d'eau et d'électricité pour la région de la capitale nationale.

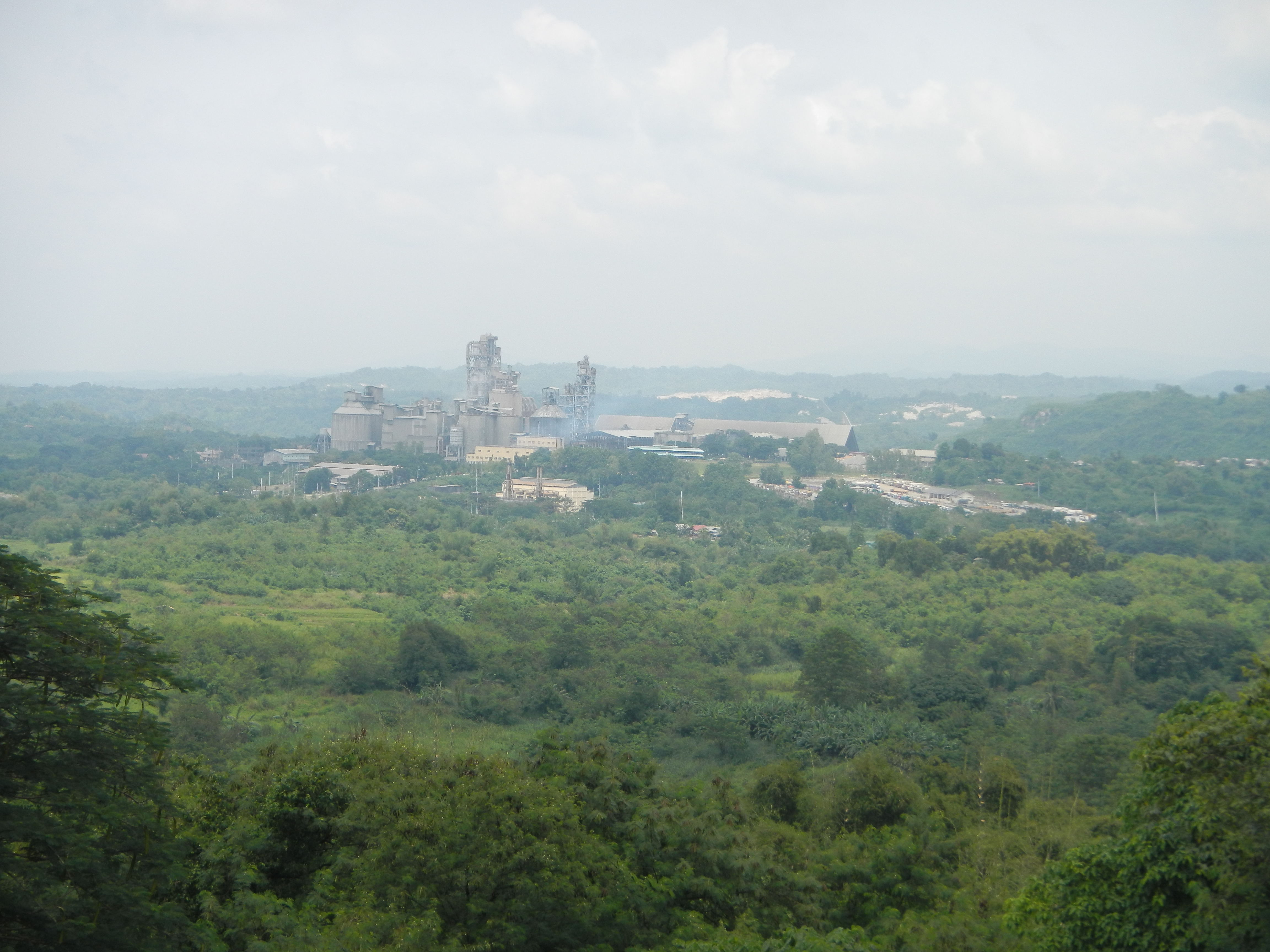
Cimenterie Holcim dans le barangay de Minuyan.

## Histoire
Le noyau de ce qui est aujourd'hui la ville de Norzagaray provient des anciens barrio Casay et barrio Matictic qui étaient administrés ecclésiastiquement et politiquement par les Augustins de la ville d'Angat comme ses visitas comme le montre le document "Mapa del Teritorio de Bulacan" par Fray Emmanuel Blanco, O. S. A. en 1832 qui est apparu dans un autre document "Administracion Espiritual de los Padres Agustinos calzados de la Provincia del Dulce Nombre de Jesus de las Islas Filipinas" de 1832. S.A. en 1832 qui apparaît dans un autre document "Administracion Espiritual de los Padres Agustinos calzados de la Provincia del Dulce Nombre de Jesus de las Islas Filipinas" de Fray Francisco Villacorta en 1833.
Les habitants du Barrio Casay ont œuvré en faveur de réformes politiques, sociales et économiques, afin d'être séparés d'Angat. Ils ont obtenu gain de cause grâce au gouverneur général Fernándo Norzagaray y Escudero, qui a délivré une Real Cedula déclarant que le barrio Casay et le barrio Matictic constituaient une nouvelle ville indépendante d'Angat. Les frontières politiques d'Angat et de Pueblo de Casay y Matictic ont été délimitées et la ville nouvellement créée a été rebaptisée "Norzagaray" en l'honneur du gouverneur général.
Pendant l'occupation américaine des Philippines, Norzagaray a été restituée à Angat en vertu de la loi n° 932 à partir de 1903.

### Ville
Article principal : Villes des Philippines
Dès 2005, le Sangguniang Bayan de la ville a approuvé la résolution n° 60, série 2005, demandant au Sénat des Philippines, par l'intermédiaire de son président, Franklin Drilon, et à la Chambre des représentants, par l'intermédiaire de son speaker, Jose de Venecia Jr, de coparrainer un projet de loi visant à transformer Norzagaray en ville et à créer une circonscription législative unique.

## Économie
En 2017, Norzagaray a généré un revenu total de ₱457,59 millions, ₱73,23 millions ou 19% de plus que son revenu précédent en 2016, ce qui en fait la 4e municipalité la plus riche de Bulacan après Marilao, Santa Maria et Baliwag.
Principales industries
Ciment, Marbre/Transformation du marbre, Alimentation/Transformation des aliments, Pyrotechnie
Principaux produits
Boulangeries, viande transformée et produits agricoles
Matières premières indigènes disponibles
Ciment et marbre

## Tourisme
Aujourd'hui, la ville de Norzagaray se développe rapidement en termes de statut commercial et économique avec un potentiel touristique. "Bakas", qui se trouve sur une partie de la rivière Angat, est reconnu comme l'un des endroits les plus fréquentés de la localité, en particulier pendant l'été. Les habitants de villes éloignées se rendent souvent à cet endroit pour se détendre.
La réserve forestière du bassin hydrographique d'Angat, où se trouve la centrale hydroélectrique de la rivière Angat ou barrage d'Angat, est un autre site touristique potentiel Ce barrage est la plus grande centrale hydroélectrique jamais construite par la National Power Corporation (NPC) en termes de capacité de production d'énergie dans l'ensemble des Philippines. En raison de la taille du barrage d'Angat, son réservoir atteint des niveaux critiques pendant la saison sèche, ce qui nécessite l'ensemencement des nuages certaines années. Le réservoir de 37 kilomètres de cette centrale hydroélectrique est couvert de forêts, ce qui lui confère un climat frais.
La grotte de Pinagrealan, située à Barangay Bigte, en est une autre. Cette grotte est un réseau souterrain de cavernes s'étendant sur plus d'un kilomètre de profondeur. Pendant la guerre contre l'Espagne, les révolutionnaires Katipunero l'ont utilisée comme camp en 1896, puis comme cachette du général Emilio Aguinaldo (premier président des Philippines) pendant la guerre philippine-américaine en 1898. Il a également été utilisé comme sanctuaire par l'armée impériale japonaise lorsque les Philippines ont été libérées par les forces philippines et américaines.
Il existe encore d'autres sites à potentiel touristique dans la localité. Cependant, certains de ces sites sont situés dans des zones reculées de la ville, inaccessibles aux véhicules motorisés, et nécessitent donc une attention immédiate.

### Patrimoine historique et culturel
Les autochtones sont religieux et écoutent la messe ou prient dans les lieux de culte, en particulier les églises catholiques et Iglesia Ni Cristo. La ville se souvient également des 31 héros de la Révolution.
- Monument de Sinfroso de la Cruz

#### Religieux
- St. Andrew the Apostle Parish (Poblacion, Norzagaray, Bulacan)
- Virgen de las Flores Parish (Bigte, Norzagaray, Bulacan)
- Église adventiste du septième jour
- Église Iglesia ni Cristo
- Membres de l'Église de Dieu International Locale Congregation of Norzagaray
- Membres de l'Église de Dieu International Locale Congregation of North Hill Village
- Membres de l'Église de Dieu International Locale Congregation of Hill Top
- Jesus is Lord Church Worldwide (JIL)

#### Parc commémoratif Santuario de Paz (Minuyan)
Le premier jardin de repos éternel de la ville est situé à Minuyan.